# クリスチャン・シュバリエ
クリスチャン・シュバリエ（Christian Chevallier、1930年7月12日 - 2008年9月14日）は、フランスのソングライター、編曲家、ジャズ・オーケストラ・リーダー。